# Ucigașul și fata

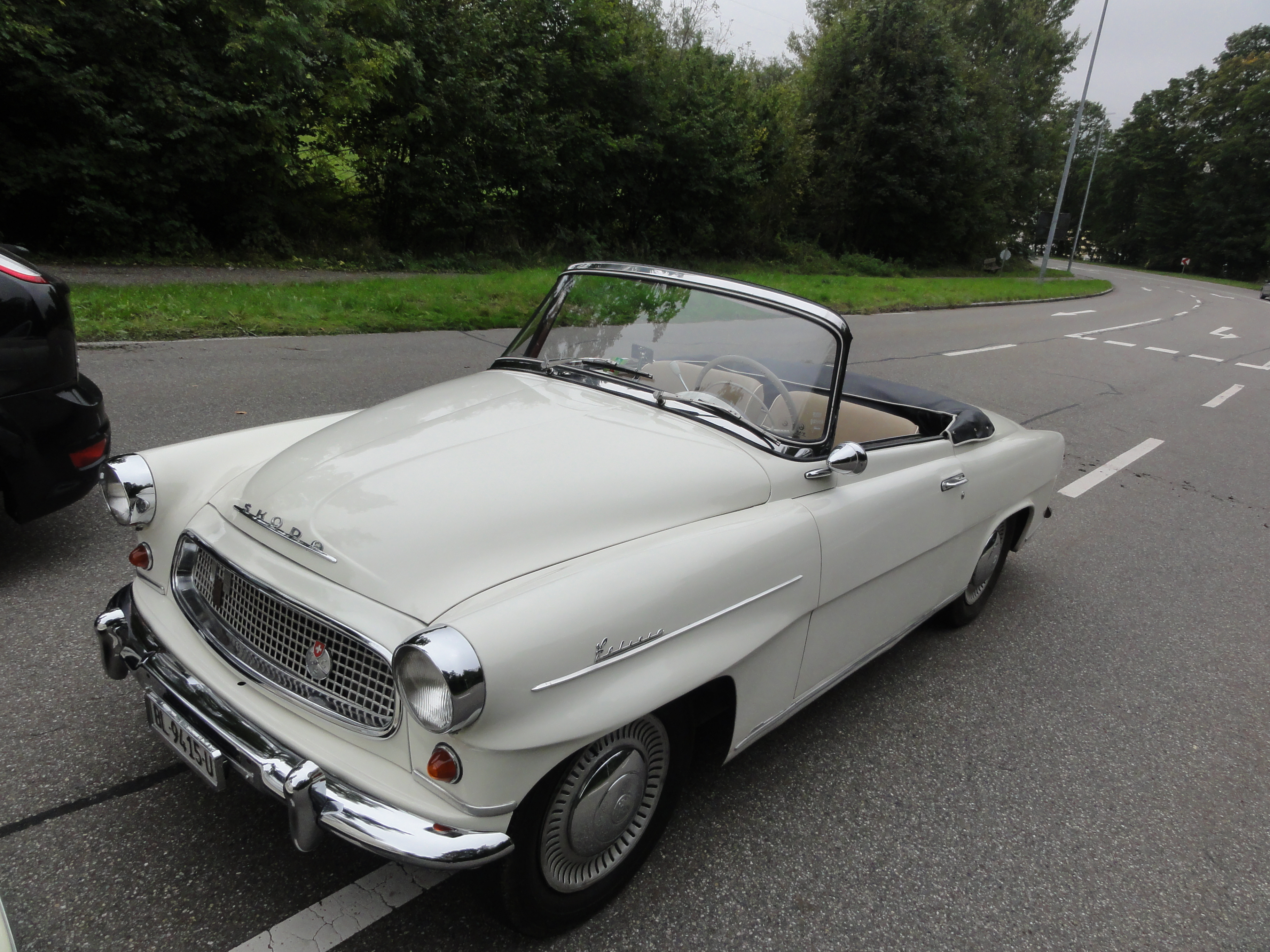
Mașina decapotabilă Škoda Felicia folosită de Małgorzata și de căpitanul Ziętek în calitate de turiști

Ucigașul și fata (în poloneză Zbrodniarz i panna) este un film de ficțiune polonez din 1963, regizat de Janusz Nasfeter⁠(d). Filmul prezintă urmărirea de către Miliția Cetățenească⁠(d) a unui criminal necunoscut, care săvârșise anterior un jaf armat și ucisese doi oameni, și cooperarea în această acțiune polițienească a căpitanului Jan Ziętek cu o tânără casieră, martoră a jafului.

## Rezumat
O mașină bancară care transporta bani este oprită într-o zi cu focuri de armă: șoferul și gardianul sunt uciși, iar un bandit mascat fură un sac cu bani. Singurul martor al jafului îndrăzneț și al crimei duble este tânăra casieră Małgorzata Makowska, care se afla atunci în mașină și văzuse pentru o clipă fața criminalului. Femeia este sigură că-l poate recunoaște pe criminal și acceptă să coopereze cu Miliția Cetățenească⁠(d).
Căpitanul de miliție Jan Ziętek, care investighează acest caz, o duce pe fată într-o stațiune de pe litoral unde bănuiește că s-ar afla ucigașul și, cazându-se acolo sub o identitate falsă, se prefac că sunt turiști aflați în vacanță. Cei doi urmăresc mai mulți suspecți, dar ucigașul o recunoaște pe Małgorzata și descifrează astfel planul miliției. El decide să o omoare pentru a-l elimina pe singurul martor al jafului armat. Începe un joc de-a șoarecele și pisica, iar, în ciuda grijii lui Ziętek, tânăra casieră se află în pericol de moarte. Acțiunea este complicată de faptul că un sentiment de dragoste se înfiripase între casieră și milițian. În cele din urmă, ucigașul este demascat și moare într-un accident de mașină.

## Distribuție
- Ewa Krzyżewska — Małgorzata Makowska
- Zbigniew Cybulski — Jan Ziętek, căpitan de miliție
- Edmund Fetting⁠(d) — Kapliński, locotenent de la Comandamentul General al Miliției
- Piotr Pawłowski — Rogulski
- Gustaw Lutkiewicz⁠(d) — inginerul Tadeusz Wróblewski
- Adam Pawlikowski⁠(d) — Henryk Zawadzki, hoțul din hotel
- Mieczysław Milecki⁠(d) — colonelul de miliție (menționat Mieczysław Milewski)
- Ignacy Machowski⁠(d) — stegarul (chorąży) Szymański, comandantul postului de miliție din Międzyzdroje
- Krystyna Bryl⁠(d) — manichiurista de la hotel
- Helena Grossówna⁠(d) — recepționera de la hotel
- Tadeusz Kosudarski⁠(d) — barman
- Krzysztof Kowalewski — subalternul stegarului Szymański
- Mirosław Majchrowski⁠(d) — chelnerul
- Ludwik Pak⁠(d) — frizerul
- Aldona Pawłowska — bunica Marysiei
- Kazimierz Talarczyk⁠(d) — șoferul mașinii bancare
- Ewa Wiśniewska⁠(d) — Marysia Kłosek, vecina Małgorzatei din Kamock
- Katarzyna Bovery⁠(d) — cântăreața (nemenționată)
- Krystyna Cierniak — fată care dansează (nemenționată)
- Wojciech Duryasz⁠(d) (nemenționat)
- Henryk Kurek — bărbat care dansează (nemenționat)
- Helena Majdaniec⁠(d) — ea însăși (nemenționată)
- Czerwono-Czarni⁠(d) — trupa muzicală (nemenționat)

## Producție
Scenariul filmului a fost scris de Maciej Słomczyński⁠(d) (menționat pe generic Joe Alex) și a stat ulterior la baza unui roman omonim (Zbrodniarz i Panna), publicat în 1965 sub pseudonimul Kazimierz Kwaśniewski.
Ucigașul și fata a fost realizat de compania Zespół Filmowy Studio⁠(d). Filmările au avut loc în anul 1963 și s-au desfășurat în orașele învecinate Międzyzdroje (Hotelul „Aurora”, debarcaderul, teatrul în aer liber sub formă de scoică) și Świnoujście (strada Monte Cassino) din voievodatul Pomerania Occidentală, ambele aflate pe țărmul Mării Baltice. Filmul a fost realizat pe peliculă alb-negru, cu o lungime de 2306 m, și are o durată de 80 de minute.